# Eacles nobilis
Eacles nobilis är en fjärilsart som beskrevs av Berthold Neumoegen 1891. Eacles nobilis ingår i släktet Eacles och familjen påfågelsspinnare. Inga underarter finns listade i Catalogue of Life.